# Caesars Palace Grand Prix Circuit
Het Caesars Palace Grand Prix Circuit was een tijdelijk parcours voor de Formule 1 in Las Vegas, aangelegd op het parkeerterrein van het Caesars Palace Hotel, met behulp van in elkaar grijpende betonranden. Het circuit werd tweemaal gebruikt voor de Grand Prix van Las Vegas. Het liep linksom en was door terugdraaiende bochten op een heel klein oppervlak geperst. Wel waren de twee Grands Prix die er gehouden werden beslissend voor de titel. In 1981 werd Nelson Piquet vijfde en eindigde daarmee in het wereldkampioenschap 1 punt voor op Carlos Reutemann. In 1982 bezorgde Keke Rosbergs vijfde plek hem de titel met vijf punten voorsprong op Didier Pironi.
Het circuit staat bekend als een van de minst gunstige in de geschiedenis en werd gebrandmerkt als onwaardig voor Formule 1-evenementen. Het gebrek aan referentiepunten te midden van de betonnen kloof van muren zorgde er echter altijd voor dat het moeilijk was om een ritme te vinden, terwijl de hitte en de ongebruikelijke lay-out tegen de klok in de coureurs afstraften na een lang seizoen.
In de jaren tachtig werd het circuit eveneens tweemaal gebruikt voor de Las Vegas Grand Prix, ook wel Caesars Palace Grand Prix uit het Champ Car kampioenschap. In 1983 won Mario Andretti de race, een jaar later won Tom Sneva op het circuit.
Na de laatste race op het circuit verloor Caesar's Palace interesse in de autosport, wat leidde tot een snelle transformatie van de locatie. Het eens herkenbare raceparcours onderging een ingrijpende verandering. Aan het ene uiteinde van de baan werd het Mirage-casinoresort met een Polynesisch thema gebouwd. Later werd de rest van het circuit omgebouwd om plaats te maken voor de uitbreiding van het hoofdgebouw van het hotel en de oprichting van een luxe winkelcentrum. Tegenwoordig herinnert niets meer aan het vroegere racecircuit.
| Jaar | Coureur          | Constructeurs |
| ---- | ---------------- | ------------- |
| 1982 | Michele Alboreto | Tyrrell-Ford  |
| 1981 | Alan Jones       | Williams-Ford |